# Frano Vićan
Frano Vićan (Dubrovnik, 24. siječnja 1976.), hrvatski vaterpolist.
Igrao za vaterpolski klub Primorje iz Rijeke, na poziciji vratara. Potekao je u dubrovačkom Jugu, igrao je u talijanskoj ligi i ponovno se vratio u Jug. 2012./13. prešao je u Primorje s kojim je iste sezone osvojio hrvatski kup i Jadransku ligu (proglašen najboljim igračem završnog turnira JVL). Nastupio je 129 puta za Hrvatsku vaterpolsku reprezentaciju. Sudjelovao je na Olimpijskim igrama 2000., 2004., 2008., 2012. Osvojio je dvije srebrne medalje na Europskim prvenstvima 1999. u Firenzi i 2003. u Kranju. Na Svjetskom prvenstvu u Melbourneu 2007. osvojio je prvo mjesto s Hrvatskom. Posebno se istakao kao jedan od najboljih igrača. Branio je odlično od početka, a posebno u polufinalu i finalu.
Proglašen je najboljim vratarom Jadranske lige u sezoni 2014./15.
U sezoni 2017/2018 pomoćni je trener i trener vratara u HAVK Mladost.